# Hooghuis (Wemmel)

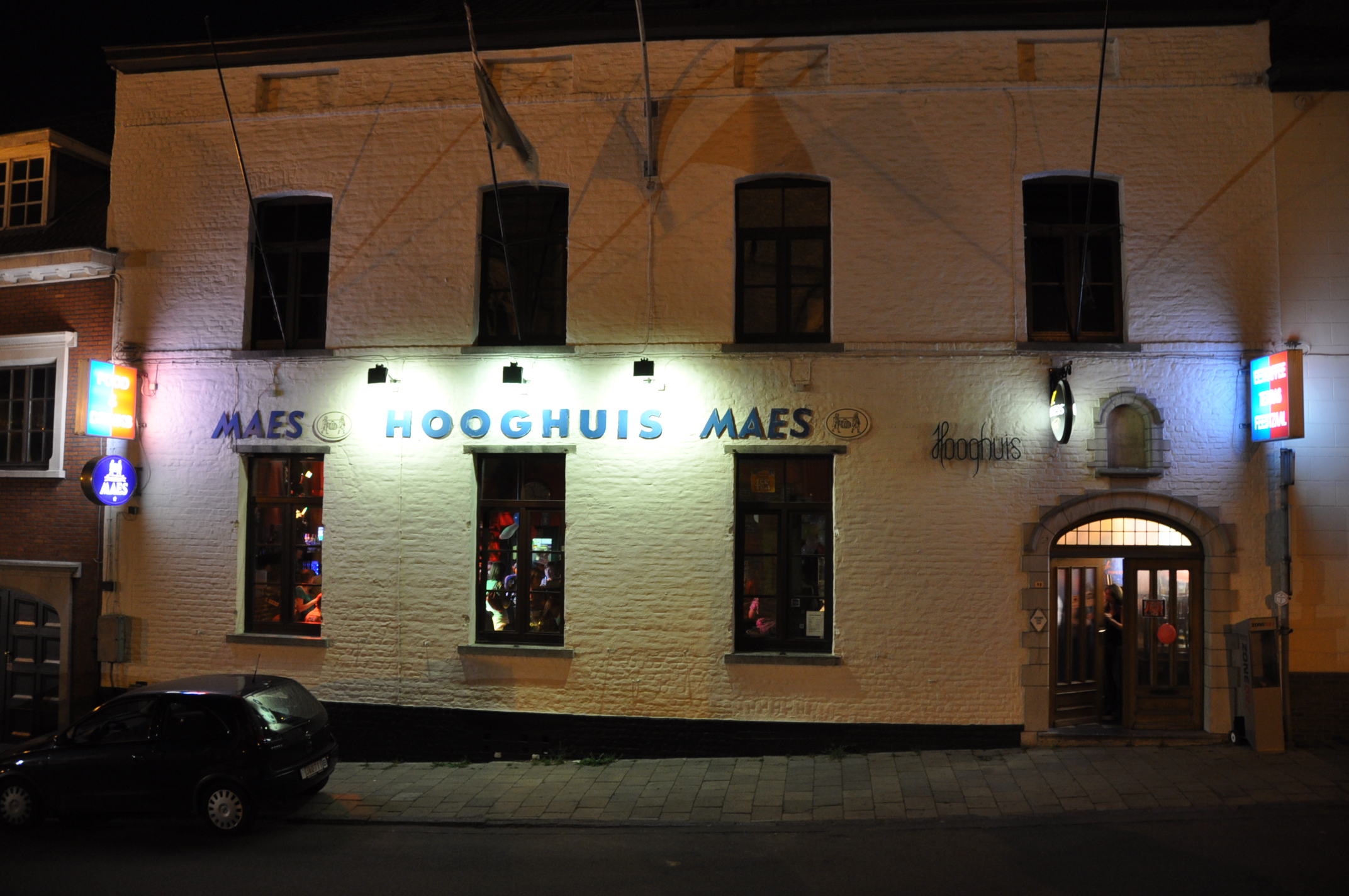
Hooghuis Wemmel in 2009

Het Hooghuis is een neoclassicistisch gebouw in de Belgische gemeente Wemmel. Het ligt in het centrum van de gemeente, schuin tegenover de Sint-Servaaskerk.

## Geschiedenis
Het Hooghuis werd circa 1872 opgetrokken als herberg met feestzaal. In 1908 werd de woonplaats links van de gelagzaal verbouwd tot beenhouwerij en in 1923 was er een bierhandel gevestigd. In 1948 werd het gebouw verkocht aan de VZW O.L.Vrouw van Laken en kreeg het de functie van een parochiecentrum. Toen het Hooghuis in 1968 werd gekocht door de brouwerij Van Doorslaer kreeg het zijn huidige functie van café/bistrot. Rond die periode werd ook de oorspronkelijke rechthoekige poort vervangen door een neotraditionele korfboogpoort.

## Benaming
Omdat dit het hoogste huis was rond de kerk, zou het de naam Hooghuis gekregen hebben.

## Cultureel leven
Het Wemmelse Hooghuis is in de faciliteitengemeente gekend voor zijn Vlaamse volkse karakter. Bieruitzetter Joseph ‘Jef Lamot’ Hellinckx zou er geboren zijn en bekende Wemmelaar Johan Verminnen zou er zijn jeugdjaren in de kelder van het jeugdhuis hebben doorgebracht. Het speelde lang een centrale rol bij de Wemmelse Jaarmarkt die traditioneel in augustus plaatsvindt. 